# Поединок (фильм, 1944)
«Поединок» — советский полнометражный художественный чёрно-белый фильм, поставленный режиссёром Владимиром Легошиным по повести Льва Шейнина «Военная тайна». Премьера фильма состоялась 14 марта 1945 года. Первая роль в кино Сергея Лукьянова. Лидер проката 1945 года (6 место) — 18,64 млн зрителей.

## Сюжет
Великая Отечественная война. На вооружение Советской Армии поступает новое сверхмощное орудие Л-2. Инженер Леонтьев отправляется на фронт для испытания в бою своего изобретения. Немецкой разведке во что бы то ни стало необходимо завладеть новым секретным оружием…

## В ролях
- Андрей Тутышкин — «инженер Леонтьев», он же майор госбезопасности Сергеев
- Сергей Лукьянов — полковник госбезопасности Ларцев
- Надир Малишевский — Бахметьев, капитан госбезопасности
- Алексей Грибов — комиссар госбезопасности
- Владимир Белокуров — Вейнингер-Петронеску-Петров
- Осип Абдулов — Крашке, полковник гестапо
- Надежда Борская — Марья Сергеевна Зубова (Амалия Карлсон)
- Нина Алисова — Наталья Михайловна Осенина, певица
- Анна Заржицкая — Тоня, диверсантка, дочь беглого петлюровского офицера из Гамбурга
- И. Месненкина — Ирина, диверсантка, «модистка» из Смоленска
- Иван Бобров — Иван Кутырин, диверсант, старый провокатор царской «охранки» из Минска
- Михаил Поволоцкий — Савранский Игнатий Аполлонович, диверсант, бывший адвокат из Гомеля
- Ада Войцик — диверсантка

### В титрах не указаны
- Вячеслав Дугин — Лавренко
- Юрий Любимов — сотрудник внешнего наблюдения госбезопасности у гостиницы «Москва»
- Пётр Савин — дежурный администратор
- Эммануил Геллер — швейцар
- Вячеслав Гостинский — скрипач фронтовой бригады артистов
- Лаврентий Масоха — Зубков, диверсант, сын кулака и дезертир
- Михаил Майоров — майор
- Павел Суханов — Леонид, лейтенант-артиллерист
- Борис Свобода — немецкий генерал
- Василий Нещипленко — Мартынов, лейтенант госбезопасности
- Михаил Сидоркин — Леонтьев Борис Николаевич, настоящий инженер-конструктор

## Съёмочная группа
- Постановка: Владимир Легошин
- Сценарий: Пётр Тур, Леонид Тур, Лев Шейнин
- Оператор: Сергей Урусевский
- Композитор: Климентий Корчмарёв
- Художники-постановщики: Пётр Пашкевич, Сергей Слётов
- Звукорежиссёр: Николай Озорнов
- Монтаж: О. Тезовская